# Nuraghe Masala

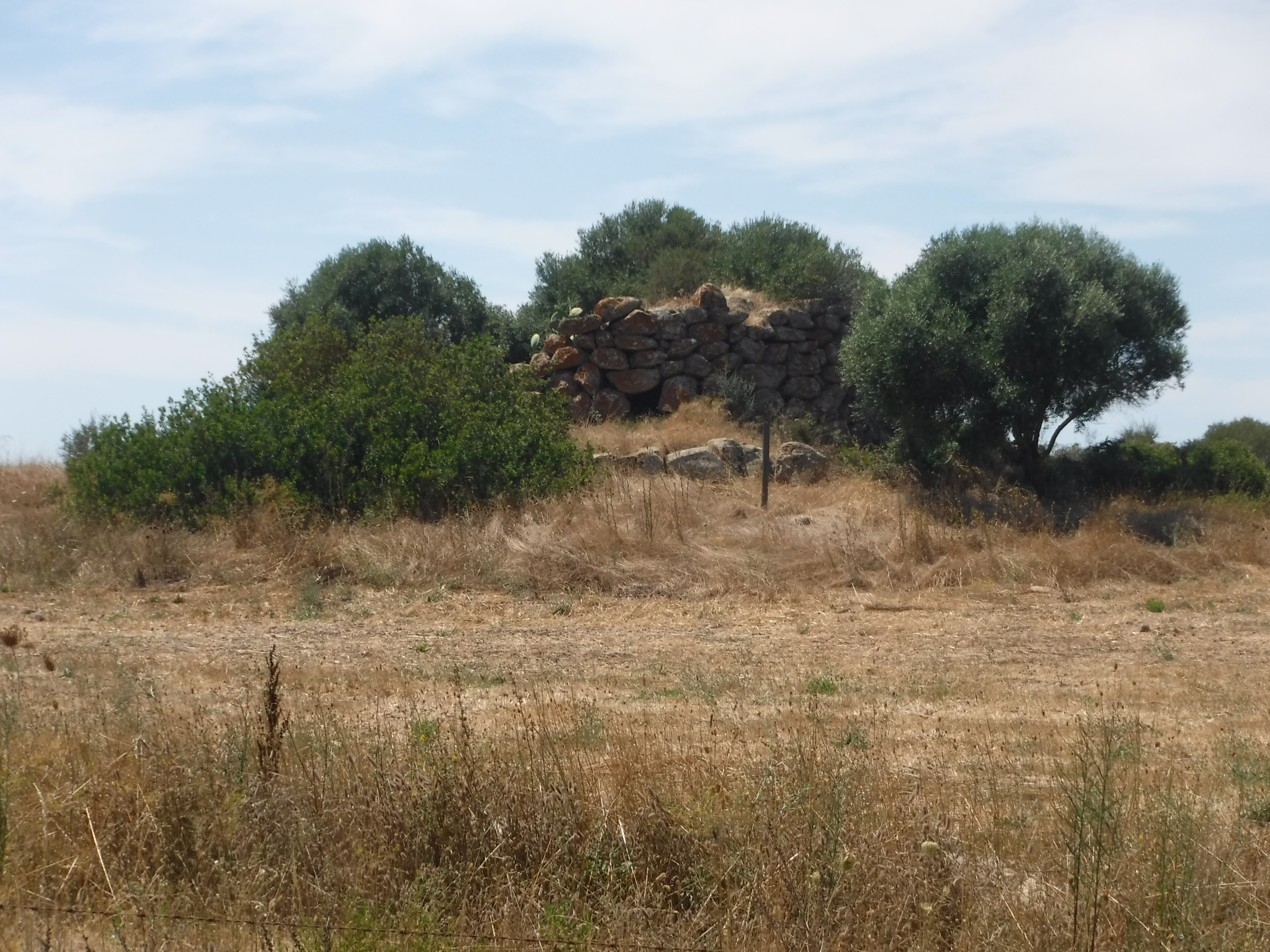
Die Nuraghe Masala 2018

Die Nuraghe Masala (auch Nuraghe Bianco genannt) liegt südlich von Olmedo, nahe der Eisenbahnlinie in der Metropolitanstadt Sassari auf Sardinien.
Die Ruinen der einfachen Tholosnuraghe sind im Wesentlichen im unteren Bereich des außen etwa 9,0 m messenden einzigen Turms (Monotorre) erhalten, der obere Teil ist eingestürzt. Die Tholoskammer hat drei unterschiedlich geformte, auf den Achsen liegende Nischen bzw. Zellen. Die rechte ist wie bei der Nuraghe Tittiriola (dort jedoch die linke), rechtwinkelig abgewinkelt. Die mittlere ist gerade und einfach, während die linke Nische sich in seltener Weise T-förmig (beidseitig) erweitert. Im Nordosten sind Reste der Innentreppe erkennbar.
In der Nähe liegen die Nuraghen Mannu (nicht Nuraghe Mannu bei Cala Gonone) und Sa Femina.
Die Nuraghe liegt auf einem privaten Acker und ist eingezäunt.